# Athies-sous-Laon
Athies-sous-Laon is een gemeente in het Franse departement Aisne (regio Hauts-de-France). De plaats maakt deel uit van het arrondissement Laon. De gemeente telde 2.600 inwoners op 1 januari 2022.

## Geografie
De oppervlakte van Athies-sous-Laon bedroeg op 1 januari 2022 15,44 vierkante kilometer; de bevolkingsdichtheid was toen 168,4 inwoners per km².
De onderstaande kaart toont de ligging van Athies-sous-Laon met de belangrijkste infrastructuur en aangrenzende gemeenten.

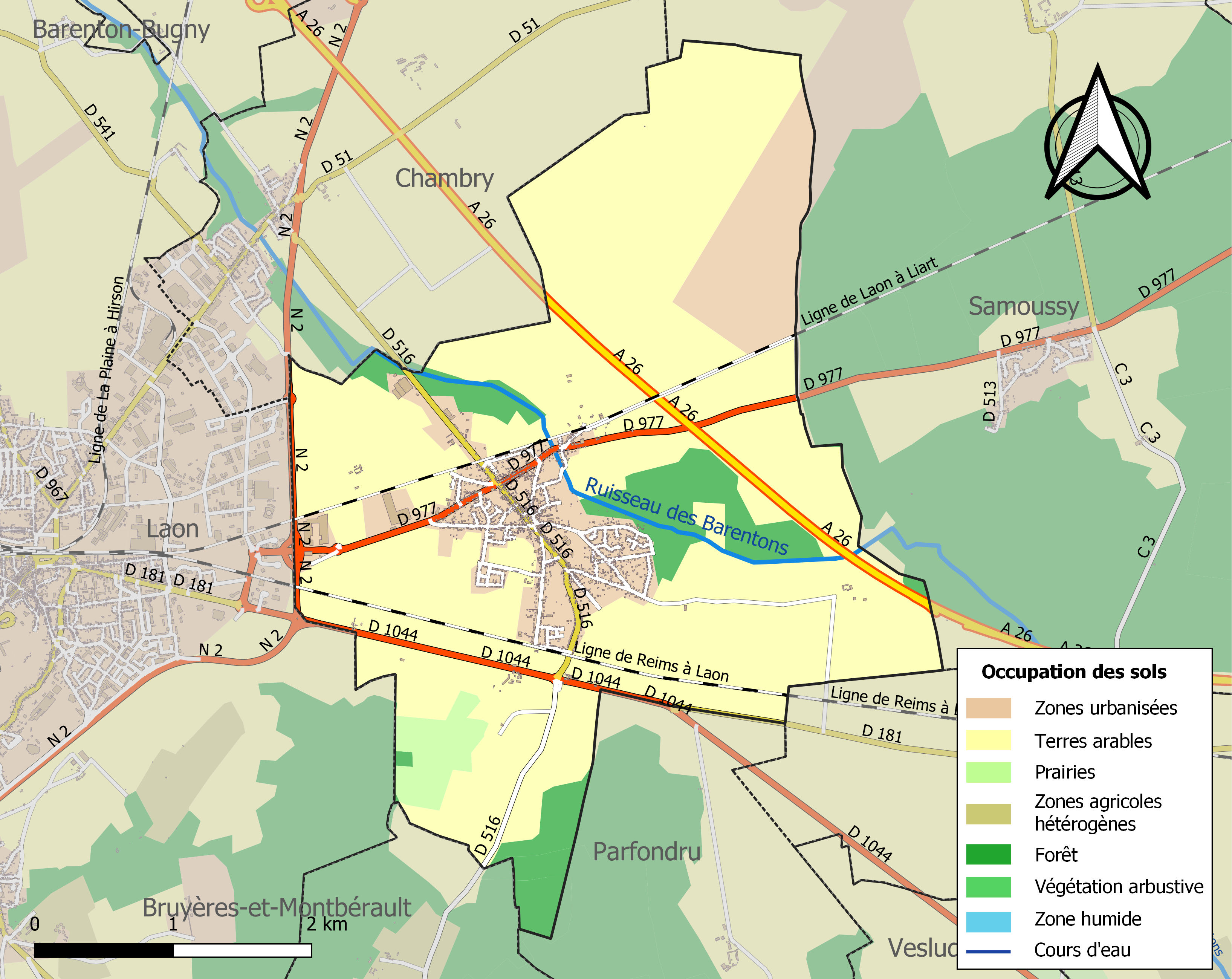

## Demografie
Onderstaande figuur toont het verloop van het inwonertal (bron: INSEE-tellingen).
Vanwege een beveiligingsprobleem met de MediaWiki Graph-software is het momenteel niet mogelijk deze grafiek weer te geven. Zodra de software is bijgewerkt zal de grafiek vanzelf weer zichtbaar worden.